# Будимирци
Будимирци (на македонска литературна норма: Будимирци) е село в Северна Македония, община Новаци.

## География
Селото е разположено в южната част на Северна Македония, в Битолско Мариово, от дясната страна на река Църна. Землището на селището опира о държавната граница с Гърция на планината Нидже. Селото е планинско, на надморска височина от 800 метра. Лежи на локален пат, a от град Битоля е отдалечено 53 km. Землището му е голямо и обхваща площ от 40,1 km2, от които гори 1936,3 ха, пасища 1903,3 ха и обработваема земя 737,8 ха.

## История

### В Османската империя
| Османски статистики        | Ханета | Неженени | Вдовици | Годишен приход |
| -------------------------- | ------ | -------- | ------- | -------------- |
| Дефтер № 4 от 1476/77 г.   | 24     | 2        | 2       | 1361           |
| Дефтер № 16 от 1481/82 г.  | 33     |          |         | 969            |
| Дефтер № 73 от 1519 г.     | 63     | 12       | 2       | 3020           |
| Дефтер № 149 от 1528/29 г. | 56     | 9        |         | 3253           |
| Дефтер № 232 от 1544/45 г. | 68     | 7        | 1       | 2253           |

В обобщен списък на джизието на немюсюлманите от селата от вакъфите на починалия султан Сюлейман в казата Пирлепе от 9 ноември 1615 година селото е записано като Будимирче с 32 ханета (домакинства). В списък (иджмал дефтер) на селищата от вакъфа на султан Сюлейман в Морихова от 14 февруари 1628 година в Будимирче са отбелязани 30 ханета.
В XIX век Будимирци е село в Прилепска кааза, Мориховска (Мариовска) нахия на Османската империя. В „Етнография на вилаетите Адрианопол, Монастир и Салоника“, издадена в Константинопол в 1878 година и отразяваща статистиката на населението от 1873 година, Будинсвици (Boudinsvitzi) е посочено като село с 45 домакинства със 184 жители българи и 6 цигани. Църквата „Свети Никола“ е от 1878 година. Край селото, в местността Търново, е разположен и старият манастир „Свети Димитър“.
Според статистиката на Васил Кънчов („Македония. Етнография и статистика“) от 1900 година Будимерци има 618 жители, от които българи християни - 500, власи - 110 и цигани – 8.
На Етнографската карта на Битолския вилает на Картографския институт в София от 1901 година Будимирци е чисто българско село в Прилепската каза на Битолския санджак с 67 къщи.
В началото на XX век християнското население на селото е гъркоманско под върховенството на Цариградската патриаршия. По данни на секретаря на Българската екзархия Димитър Мишев („La Macédoine et sa Population Chrétienne“) в 1905 година в Будимирци има 480 българи патриаршисти гъркомани.
При избухването на Балканската война в 1912 година един човек от Будимирци е доброволец в Македоно-одринското опълчение.
Според Георги Трайчев Будимирци има 65 къщи с 618 жители българи гъркомани.

### Преброявания в Югославия и Северна Македония[1]
| Националност     | 1948 | 1953 | 1961 | 1971 | 1981 | 1991 | 1994 | 2002 |
| ---------------- | ---- | ---- | ---- | ---- | ---- | ---- | ---- | ---- |
| Общо             | 530  | 520  | 521  | 396  | 188  | 85   | 42   | 30   |
| северномакедонци |      | 520  | 520  | 395  | 185  | 85   | 42   | 30   |
| албанци          |      | 0    | 0    | 0    | 0    | 0    | 0    | 0    |
| турци            |      | 0    | 0    | 0    | 0    | 0    | 0    | 0    |
| роми             |      | 0    | 0    | 0    | 0    | 0    | 0    | 0    |
| власи            |      | 0    | 0    | 0    | 0    | 0    | 0    | 0    |
| сърби            |      | 0    | 1    | 0    | 0    | 0    | 0    | 0    |
| бошняци          |      | 0    | 0    | 0    | 0    | 0    | 0    | 0    |
| други            |      | 0    | 0    | 1    | 3    | 0    | 0    | 0    |

Според преброяването от 2002 година селото има 30 жители.
| Националност     | Всичко |
| северномакедонци | 30     |
| албанци          | 0      |
| турци            | 0      |
| роми             | 0      |
| власи            | 0      |
| сърби            | 0      |
| бошняци          | 0      |
| други            | 0      |

## Личности
Родени в Будимирци
- Петко Шипинкаровски (р. 1946), северномакедонски писател

Починали в Будимирци
- Петър Тодоров Василев (Бучуков), български военен деец, поручик, загинал през Първата световна война[12]